# حامد رجا شلاح
حامد رجا شلاح (عربی: حامد رجا شلاح؛ زادهٔ ۱۹۵۰) فرمانده نظامی اهل عراق است، که در طول جنگ ایران و عراق فرماندهی مرکز هوایی کرکوک را برعهده داشت. وی در طول دهه ۱۹۹۰ فرمانده نیروی هوایی عراق بود. پس از اشغال عراق توسط نیروهای ائتلاف، در سال ۲۰۰۳ توسط ستاد فرماندهی مرکزی ایالات متحده آمریکا دستگیر شد و تا سال ۲۰۰۷ را در زندان سپری کرد.